# Canthigaster rivulata
Canthigaster rivulata és una espècie de peix de la família dels tetraodòntids i de l'ordre dels tetraodontiformes.

## Morfologia
- Els mascles poden assolir 18 cm de longitud total.[4][5]

## Hàbitat
És un peix marí, de clima tropical i associat als esculls de corall que viu entre 0-350 m de fondària.

## Distribució geogràfica
Es troba des de l'Àfrica oriental fins a KwaZulu-Natal (Sud-àfrica), Hawaii, el sud del Japó i el nord-oest d'Austràlia.

## Observacions
És verinós.